# Careproctus kidoi
Careproctus kidoi és una espècie de peix pertanyent a la família dels lipàrids.

## Descripció
- La femella fa 9,5 cm de llargària màxima.
- Nombre de vèrtebres: 61-64.[4]

## Hàbitat
És un peix marí, demersal i de clima polar (66°N-75°N, 59°W-71°W) que viu entre 952 i 1.487 m de fondària.

## Distribució geogràfica
Es troba a la badia de Baffin (Groenlàndia).

## Observacions
És inofensiu per als humans.